# Peloronectria vinosa
Peloronectria vinosa är en svampart som beskrevs av Möller 1901. Peloronectria vinosa ingår i släktet Peloronectria, ordningen köttkärnsvampar, klassen Sordariomycetes, divisionen sporsäcksvampar och riket svampar.   Inga underarter finns listade i Catalogue of Life.